# Frigyes Karinthy

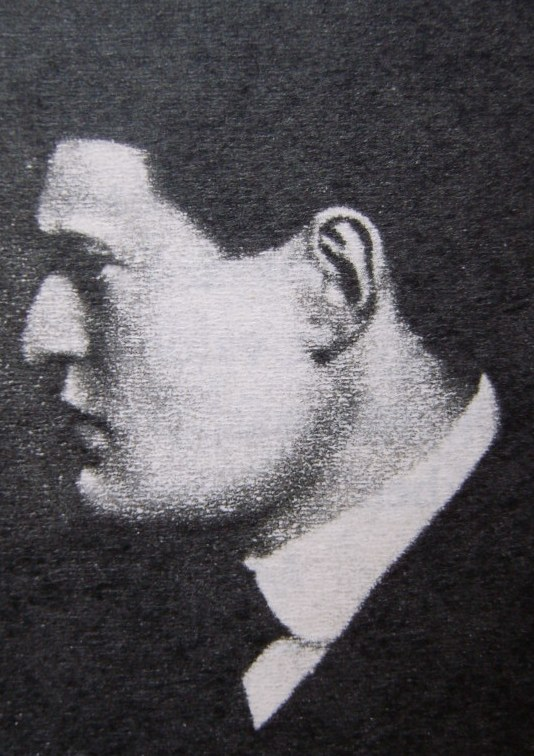
Frigyes Karinthy

Frigyes Karinthy född 25 juni 1887 i Budapest, död 29 augusti 1938 i Siófok, var en ungersk författare, dramatiker, poet, journalist och översättare. Han är far till författaren Ferenc Karinthy.
Bland Karinthys verk är det två romaner som innehåller äventyr av Swifts Gulliver-karaktär. Utazás Faremidoba, 1919 är en tidig undersökning av artificiell intelligens, medan Capillaria, 1921 är en polerad, mörk, humoristisk satir om kampen mellan könen.

## Liv och verk
Karinthy föddes i en tjänstemannafamilj i Budapest. Han studerade matematik och fysik och senare även medicin. Han började sin skrivarkarriär som journalist och fortsatte att skriva korta, humoristiska skisser fram till sin död. Hans berömmelse kom 1912 i och med publiceringen av hans litterära parodier kallade Így írtok ti (så här skriver ni). Han utvidgade samlingen fortlöpande under kommande år. Bland hans övriga tidiga verk kan man framhålla hans samling av noveller från skollivet, Tanár úr, kérem, 1916 (Snälla magistern). En annan bok som blev populär i Ungern är hans översättning av A.A. Milnes Winnie the Pooh,.
Efter första världskriget blev hans skrivande mer seriöst och engagerat, men trots det med en satirisk "touch". Karinthy framhöll Jonathan Swift som en stor förebild: detta märks i romanen Utazás Faremidóba och dess uppföljare, Capillaria. Många av hans romaner och berättelser behandlar också svårigheterna i relationen mellan män och kvinnor, delvis beroende på hans olyckliga andra äktenskap.
Karinthy opererades för en hjärntumör i Stockholm 1936. Han beskriver denna erfarenhet i den självbiografiska romanen, Utazás a koponyám körül, 1937 (En resa runt min hjässa, 1939). Han dog 1938 under en semester vid sjön Balaton.

## Privatliv
Karinthy var gift två gånger. Han gifte sig med aktrisen Etel Judik 1913. Äktenskapet var lugnt och lyckligt och de fick en son, Gábor. Etel dog dock under pandemin spanska sjukan 1919. 1920 gifte han om sig med psykiatern Aranka Böhm, med vilken han fick ännu en son, författaren Ferenc Karinthy. Karinthy var en Esperantist och blev ordförande för det ungerska esperantosällskapet 1932.